# Gary Habermas
Gary Robert Habermas (nacido el 28 de junio de 1950) es un teólogo estadounidense erudito en ciencias bíblicas del Nuevo Testamento que escribe y da conferencias con frecuencia sobre la resurrección de Jesús. Se ha especializado en catalogar y comunicar tendencias entre académicos en el campo de los estudios históricos de Jesús y del Nuevo Testamento. Es profesor distinguido, investigador y presidente del departamento de filosofía y teología de Liberty University.

## Vida y carrera
Habermas es un distinguido profesor investigador de apologética y filosofía y presidente del departamento de filosofía de la Universidad Liberty en Lynchburg, Virginia. Recibió su título de Doctor en Filosofía en estudios interdisciplinarios de Universidad Estatal de Míchigan en 1976; su tesis se tituló "La resurrección de Jesús: una investigación racional". Habermas obtuvo previamente una maestría (1973) de la Universidad de Detroit en teología filosófica. Se ha especializado en catalogar y comunicar tendencias entre académicos que estudian temas relacionados con el Jesús histórico y los estudios del Nuevo Testamento.
En sus memorias Seeking Allah, Finding Jesus, Nabeel Qureshi relata cómo Habermas influyó en su conversión y lo describe como "una mezcla entre Papá Noel y un liniero ofensivo".

## Obras

### Libros
- Habermas, Gary R.; Flew, Antony G. N. (1987). Did Jesus Rise from the Dead? The Resurrection Debate. San Francisco, CA: Harper & Row. ISBN 9780060635497. OCLC 14903934.
- Habermas, Gary R. (1990). Dealing With Doubt. Chicago, IL: Moody Press. ISBN 9780802422507. OCLC 22971399.
- Habermas, Gary R.; Stevenson, Kenneth (1990). The Shroud and the Controversy. Nashville, TN: Thomas Nelson. ISBN 9780840771742. OCLC 20391758.
- Habermas, Gary R. (1984). Ancient Evidence for the Life of Jesus: Historical Records of His Death and Resurrection. Nashville, TN: Thomas Nelson. ISBN 9780840759191. OCLC 11468656.
- Habermas, Gary R. (1996). The Historical Jesus: Ancient Evidence for the Life of Christ. Joplin, MO: College Press. ISBN 9780899007328. OCLC 34549074.
- Habermas, Gary R. (1999). The Thomas Factor: Using Your Doubts to Draw Closer to God. Nashville, TN: Broadman & Holman. ISBN 9780805417203. OCLC 39936227.
- Habermas, Gary R. (2003). The Risen Jesus & Future Hope. Lanham, MD: Rowman & Littlefield. ISBN 9780742532861. OCLC 51799265.
- Habermas, Gary R.; Moreland, James P. (2004). Beyond Death: Exploring the Evidence for Immortality. Wheaton, IL: Crossway. ISBN 9780891079996. OCLC 38023970.
- Habermas, Gary R.; Licona, Michael R. (2004). The Case for the Resurrection of Jesus. Grand Rapids, MI: Kregel. ISBN 9780825427886. OCLC 123818389.
- Habermas, Gary R.; Flew, Antony G. N. (2005). Resurrected?: An Atheist and Theist Dialogue. Lanham, MD: Rowman & Littlefield. ISBN 9780742542259. OCLC 56371182.
- Habermas, Gary R.; Thomas, John C. (2008). What's Good about Feeling Bad?: Finding Purpose and a Path through Your Pain. Carol Stream, IL: Tyndale Press. ISBN 9781414316895. OCLC 223940588.[5]
- Habermas, Gary R.; Flew, Antony G. N. (2009).  Baggett, David, ed. A Conversation with Gary Habermas and Antony Flew: Did the Resurrection Happen?. Veritas books. Downers Grove, IL: InterVarsity Press. ISBN 9780830837182. OCLC 300029735.
- Habermas, Gary R. (2010). Why is God Ignoring Me?. Carol Stream, IL: Tyndale House Publishers. ISBN 9781414316888. OCLC 436617333.

### Editado por
- Habermas, Gary R.; Geivett, R. Douglas; R. Douglas Geivett, eds. (1997). In Defence of Miracles: a comprehensive case for God's action in history. Downers Grove, IL: IVP Academic. ISBN 9780830815289. OCLC 35714776.
- Habermas, Gary R.; Walls, Jerry; Jerry Walls, eds. (2008). C.S. Lewis as Philosopher: truth, goodness and beauty. Downers Grove, IL: IVP Academic. ISBN 9780830828081. OCLC 183608700.
- Habermas, Gary R.; Stewart, Robert B.; Robert B. Stewart, eds. (2010). Memories of Jesus: a critical appraisal of James D.G. Dunn's Jesus remembered. Nashville, TN: B&H Academic. ISBN 9780805448405. OCLC 462895848.